# Museo provinciale di Torcello

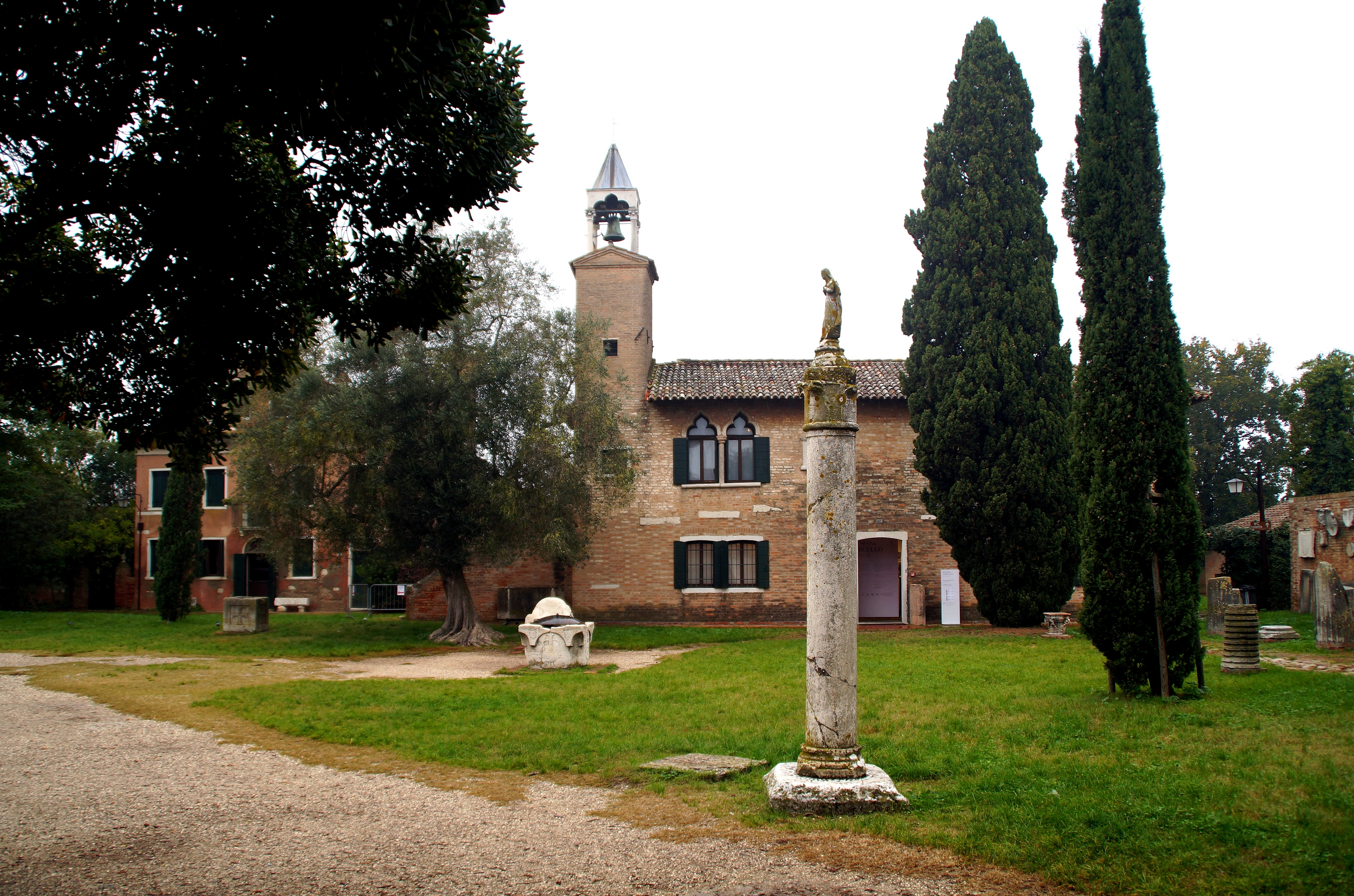
Palazzo del Consiglio, Standort der archäologischen Abteilung des Museums

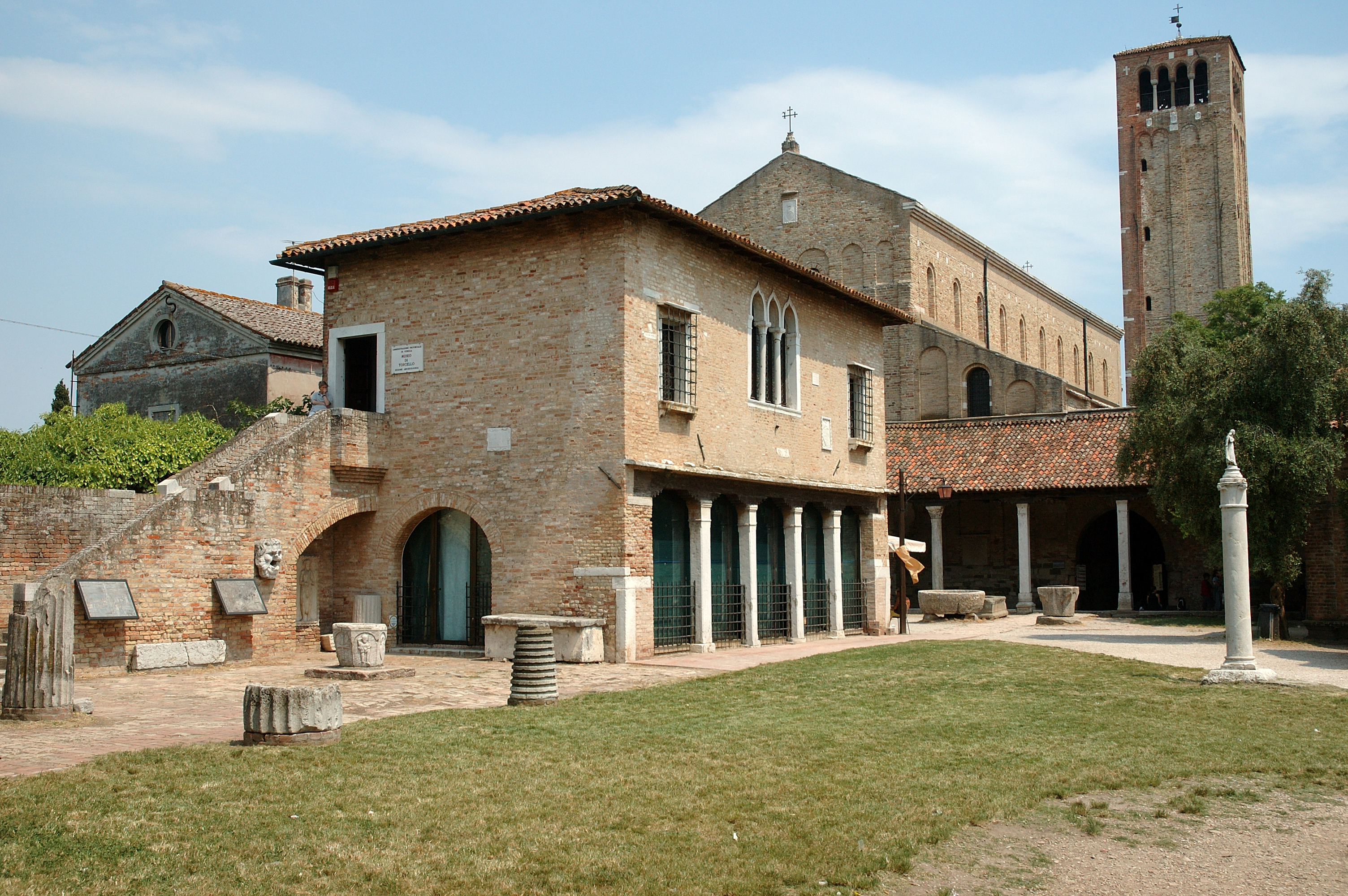
Der Palazzo dell‘Archivio, Standort der Abteilung für Mittelalter und Neuzeit des Museums

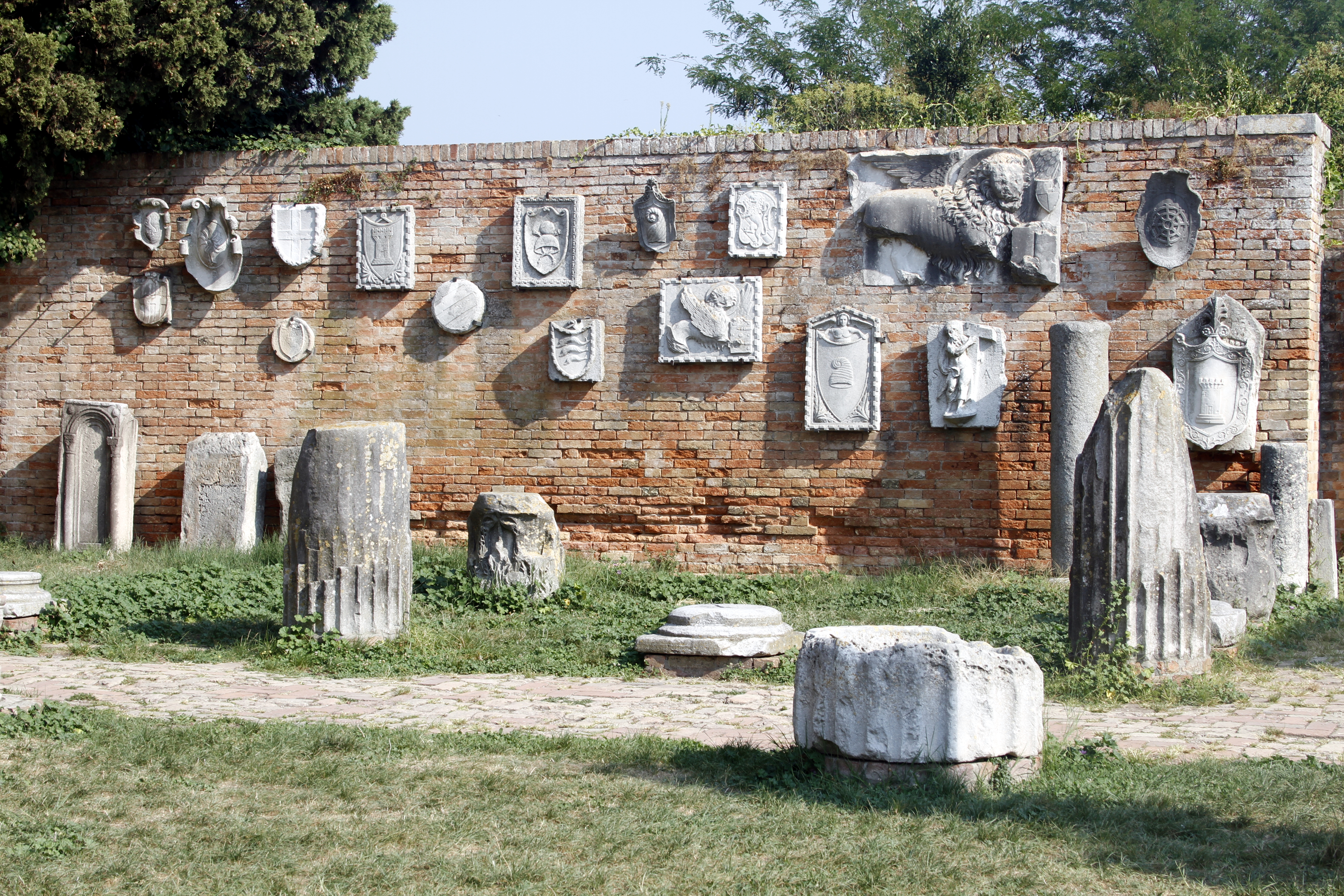
Säulenreste und steinerne Wappen, darunter der Markuslöwe und das Familienwappen der Tiepolo oder der Dolfin (drei Delfine)

Das Museo provinciale di Torcello (Provinzmuseum von Torcello) befindet sich an der Piazza Torcello auf der gleichnamigen Insel in der nördlichen Lagune von Venedig. Es besteht aus zwei Abteilungen, nämlich einer archäologischen, die im Palazzo del Consiglio, einem Bauwerk des 14. Jahrhunderts, untergebracht ist, und einer für Mittelalter und Frühe Neuzeit, die sich im Palazzo dell‘Archivio befindet. Zuständig ist das Haus für die Inseln der Lagune und vor allem Torcello selbst. Dabei stammen die ältesten Stücke aus dem Neolithikum.

## Geschichte
Die Geschichte des Museums begann 1870, als der Präfekt Venedigs, Luigi Torelli, den zwar aufgegebenen, aber immer noch gut erhaltenen Palazzo del Consiglio erwarb, um dort die bis dahin erworbenen Fundstücke aus Torcello unterbringen zu können.
1872 vermachte Torelli das Haus der Provinz Venedig, wodurch das Museum unter Leitung des Althistorikers Nicolò Battaglini (* 1812, † 1887) entstand – der selbst aus Zara stammte und seit 1861 in Venedig lebte. Torellis Nachfolger fügte seine private Sammlung den Beständen des Museums hinzu, wodurch eine Reihe von Artefakten aus Rom ins Museum gelangte, obwohl der Sammelschwerpunkt auf Torcello und der Lagune von Venedig lag, dem estuario. Besondere Bedeutung erlangte Battaglini dadurch, dass er den frühesten Versuch unternahm, eine schriftliche Übersicht über die Bestände zu erarbeiten. Das dabei entstandene Manuskript galt lange als verschollen, wurde aber nach der Jahrtausendwende von der Doktorandin Francesca Rizzo im kleinen Archiv des Museums wiederentdeckt. Als verloren gilt sein nicht publiziertes Werk La storia documentaria del museo di Torcello. Er führte Grabungen auf Torcello und auf anderen Inseln der Lagune durch, ebenso wie in Venedig selbst. Dabei entdeckte er Artefakte, die er als erster für prähistorisch hielt. Doch lehnten die meisten Wissenschaftler seine letztlich zutreffenden Erkenntnisse ab, denn der verbreitete Glaube, die fast unbewohnten Inseln der Lagune seien erst während der Völkerwanderung von Flüchtlingen besiedelt worden, war noch zu stark. Battaglinis wiederentdecktes Manuskript erlaubt es heute, die Provenienz zahlreicher Objekte zu erschließen.
1887 erwarb sein Nachfolger Cesare Augusto Levi (1887–1909) den Palazzo dell’Archivio – eine Erwerbung, die bereits seinen Vorgängern vorschwebte –, wobei er das Bauwerk restaurieren und dort die archäologischen Fundstücke unterbringen ließ. Er nannte das Haus Museo dell’Estuario. Auch dieses wurde der Provinz als Geschenk übereignet. Am 14. Mai 1887 wurde das Museum eingeweiht. Bereits 1888 erschien (anonym) ein Inventar, dem 1889 ein weiteres folgte, diesmal unter Levis Namen. Seine Basis war das besagte, heute sehr fragile Manuskript Battaglinis. Das Werk von 1888 übernahm Battaglinis Beschreibungen der Objekte, allerdings unter den nunmehr von Levi geänderten Inventarnummern. Unter den aufgeführten Donatoren für das Museum war auch der Bürgermeister Venedigs, Dante Di Serego Alighieri.
Unter dem nachfolgenden Direktor Luigi Conton (* 31. Oktober 1866; † 15. Juni 1954), dem Entdecker der Nekropole von Adria, kamen weitere Stücke in das Museum auf Torcello. Conton war auch als Dichter, Sammler und Gelehrter überregional bekannt. Auch er veröffentlichte während seiner Torcelleser Amtszeit (1908–1930) ein kleines, 87 Seiten umfassendes Buch über die Insel und ihre Monumente,
1928 bis 1930 (das Museum blieb ab 1928 für zwei Jahrzehnte geschlossen) erfolgte durch Adolfo Callegari (* 4. November 1882; † 5. Juni 1948), der bis 1948 Direktor war, eine Neuordnung der Sammlung, dazu eine gründliche Inventarisierung und Katalogisierung der Bestände. Zwar waren schon 1888 und 1889 die besagten ersten Kataloge erschienen, wobei der erste bereits 1000 Fundstücke aufführte, ebenso wie die Namen der Geber, doch erst der Katalog von 1930, erschienen unter dem Titel Il Museo di Torcello, genügte wissenschaftlichen Standards.
1949 übernahm die Archäologin Giulia Fogolari (1916–2001) die Leitung, die sie bis 1997 mit Unterstützung durch Guido Zattera (ab 1970) innehatte. Guido Zattera brachte seine Sammlung byzantinischer Siegel ein,. Seine Sammeltätigkeit hatte wohl schon in den frühen 1960er Jahren eingesetzt, als er an Grabungen auf Torcello teilgenommen hatte. Neben den besagten Siegeln und Marken (die den Nachweis lieferten, dass die üblichen Abgaben geleistet worden waren; sie dienten aber auch als eine Art Qualitätsgarantie) gehörten dazu zahlreiche Münzen, die zum Teil bei Wiederherstellungsarbeiten an den venezianischen Kanälen gefunden wurden. Aus Venedig stammen zudem zwei Dogensiegel, nämlich eines von Agostino Barbarigo aus Mestre, das andere von Francesco Loredan aus Torcello.
1974, nach umfassender Restaurierung des Palazzo del Consiglio, kam eine mittelalterliche und neuzeitliche Abteilung hinzu, doch blieb das Museum lange geschlossen. Auch der Palazzo dell’Archivio wurde renoviert. Hinzu kam ein neues Gebäude, wodurch die Eröffnung der heutigen archäologischen Abteilung im Jahr 1990 ermöglicht wurde. 1993 erschien ein neuer Katalog. Die Leitung hat seither Gloria Vidal inne. Das besagte Manuskript, das in einer Zeit entstand, als das Museum noch fast ausschließlich Objekte von den Inseln der Lagune und den sie umgebenden Orten aufnahm, erweist, dass die meisten Artefakte tatsächlich aus diesem Gebiet stammen. So konnte etwa Elena Di Filippo Balestrazzi die Frage klären, ob die mykenischen Vasen Sammlerstücke waren, oder ob sie bereits in der Antike nach Torcello und Mazzorbo gelangten. Damit wurde die gesamte Sammlung aufgewertet, denn die Herkunft der Objekte ließ sich in vielen Fällen klären. Favaretto bietet eine Liste der knapp 30 antiken Vasen nach der Liste von 1888.
Direktoren

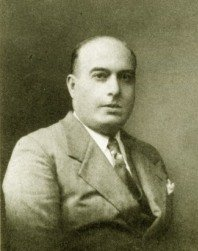
Adolfo Callegari, Direktor des Museums von 1930 bis 1948

Erster Direktor des Museums war Nicolò Battaglini (1872–1887). Ihm folgte Cesare Augusto Levi (1887–1909) im Amt, diesem Luigi Conton (1908–1930), dann Adolfo Callegari (1930–1948). Schließlich übernahm für annähernd ein halbes Jahrhundert Giulia Fogolari (1949–1997) die Leitung des Hauses, seit 1970 unter Mithilfe von Guido Zattera. Letzterer war Conservatore Onorario del Museo di Torcello und wird vielfach als Direktor genannt, da er das tägliche Geschäft des Museums führte. Seit 2004 ist Gloria Vidal Direktorin des Museums.

## Sammlungen
Die Sammlungen des Museums sind verschiedener Herkunft. Sie stammen teils aus privaten Sammlungen, stellen Ergebnisse der Grabungen in Torcello und auf verschiedenen Inseln der Lagune dar, aber auch Ankäufe machen einen erheblichen Anteil an dem Gesamtbestand aus. Die jüngeren Artefakte, die sich im Palazzo del Consiglio befinden, datieren vom 6. bis zum 19. Jahrhundert. Die Sammlungen im Palazzo dell‘Archivio umfassen die Zeit vom Paläolithikum bis in die spätrömische Zeit.

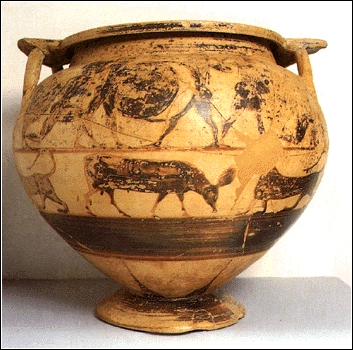
Korinthischer Krater, frühes 6. Jahrhundert v. Chr.

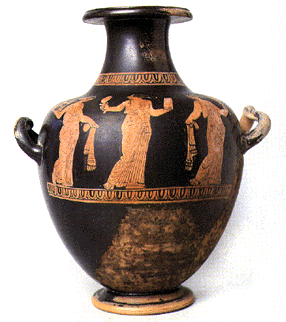
Attische Hydria, um 400 v. Chr.

Im ersten Stock befinden sich dabei Fundstücke aus Ägypten und dem Gebiet der mykenischen Kultur, dann jüngere griechische, italische und etruskische Arbeiten. Keramik kam darüber hinaus aus Zypern, dazu Bronzen aus frühgeschichtlichen und römischen Werkstätten, wie etwa aus Altinum. Diese Stadt war in der Spätantike die größte Stadt im Umkreis der Lagune. Des Weiteren finden sich dort römische Skulpturen, Grabmonumente, Fresken und 69 Gemmen.
Die mykenische Keramik gilt als Nachweis für weit reichende Handelskontakte, die bis ins späte 2. Jahrtausend v. Chr. zu belegen sind. Von Bedeutung sind zudem korinthische und italo-korinthische Vasen des 7. bis 4. Jahrhunderts v. Chr., attische Vasen aus dem 6. und 5. Jahrhundert v. Chr., die aus dem venezianischen Hinterland stammen, vielleicht aus Adria. Auch Vasen aus Kampanien und Apulien fanden ihren Weg ins Museum. Die etruskischen Arbeiten stammen aus dem 6. Jahrhundert v. Chr.
Ampullen mit Darstellung des hl. Menas aus dem 5. bis 6. Jahrhundert belegen den Kult dieses Märtyrers aus Ägypten bereits in dieser Zeit. Schließlich runden zahlreiche Alltagsgegenstände diesen Teil der Sammlung ab. Dazu gehören Schlüssel oder chirurgische Instrumente, Toilettengegenstände, Löffel oder Fibeln.

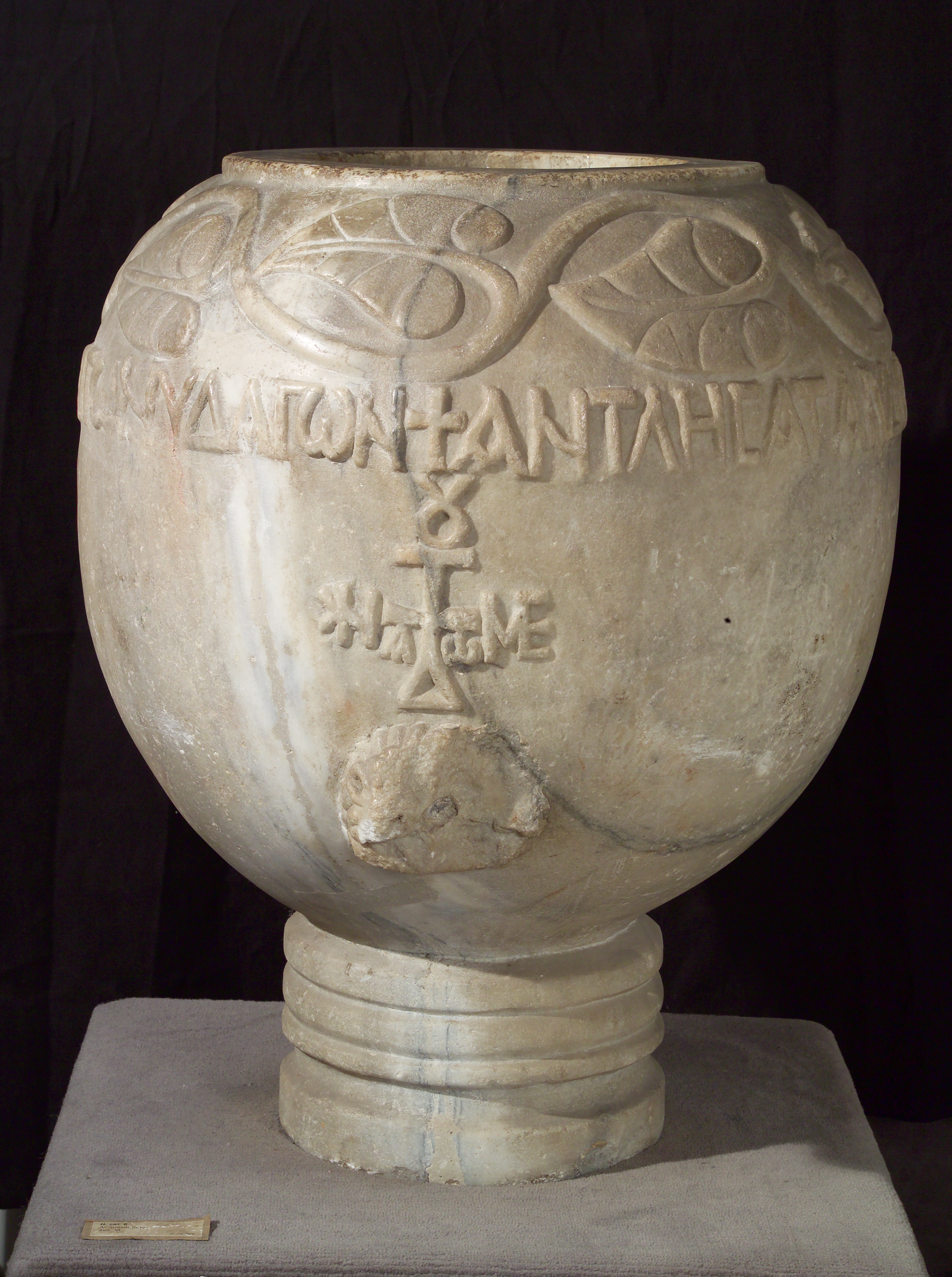
Byzantinisches Weihwasserbecken (6. Jahrhundert)

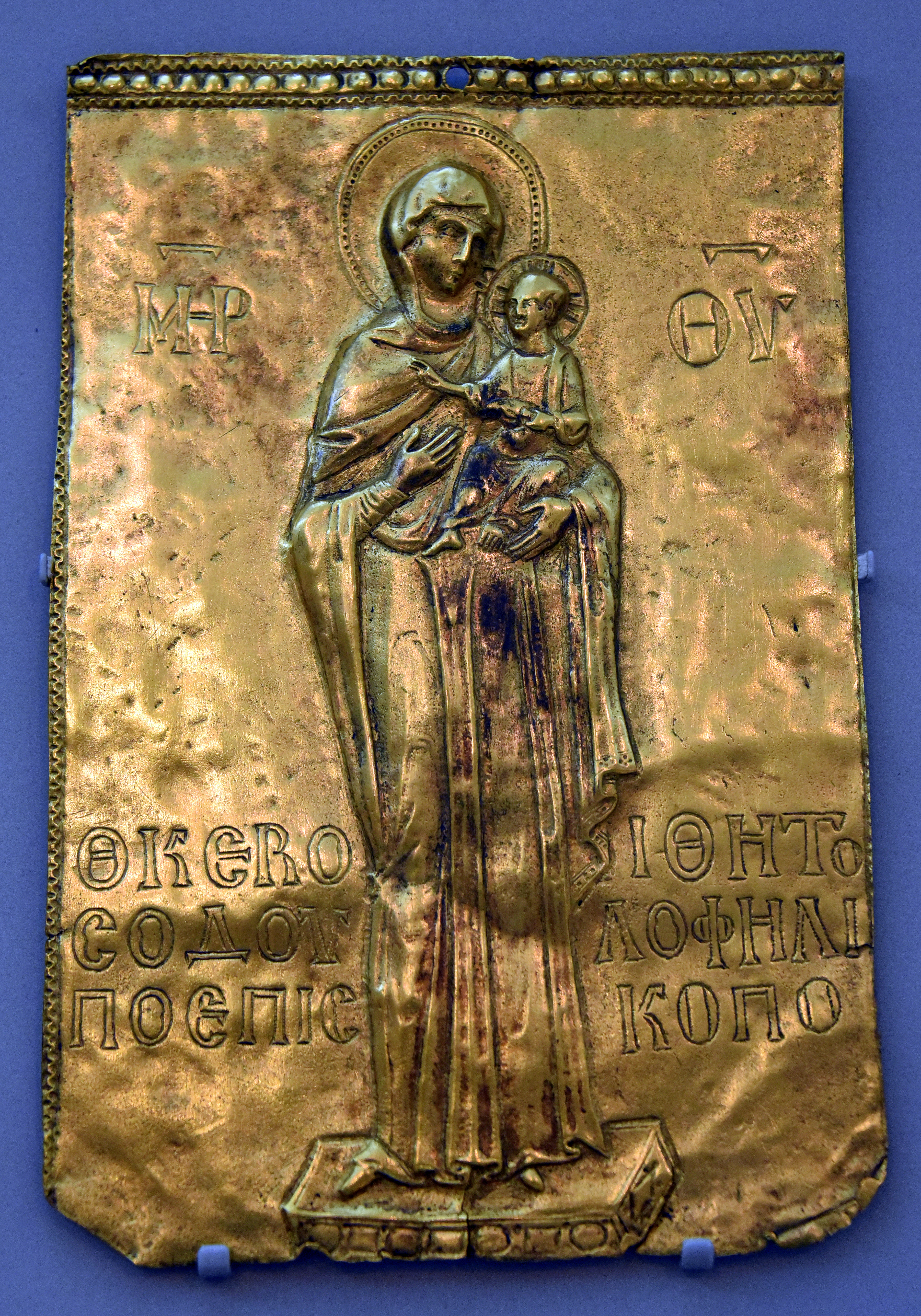
Maria mit dem Jesuskind, Teil der Pala d‘oro (1. Hälfte 13. Jahrhundert), heute im Victoria and Albert Museum

Die jüngere Abteilung befindet sich im Palazzo del Consiglio. Dort wurden auch Dokumente untergebracht, die die Beziehungen zu Altinum und zur Lagune erhellen können. Im Erdgeschoss finden sich steinerne Monumente, darunter Marmorfragmente aus der städtischen Phase Torcellos (bis zum 10. Jahrhundert), das die Flüchtlinge aus Altinum aufnahm, die im 5. und 6. Jahrhundert vor den durch Hunnen und Langobarden ausgelösten Unruhen auf die Insel in der Lagune flohen. Besonders hervorzuheben ist ein byzantinisches Weihwasserbecken, möglicherweise aus der zerstörten Kirche Santi Marco e Andrea in Murano, dass aus dem 6. Jahrhundert stammt. Für ähnlich bedeutsam für die Anwesenheit nördlicher Gruppen wurde zunächst eine Lanzenspitze mit Runen, darunter einer Swastika, gehalten. Schon bald wurde sie jedoch als Fälschung entlarvt. Hinzu kommen vier Mosaikfragmente. Zwei Fragmente, die Engelsköpfe darstellen, stammen vom Apsismosaik der zerstörten Kirche San Michele in Africisco in Ravenna aus dem 6. Jahrhundert. Die beiden anderen Fragmente entstanden im 12. Jahrhundert und schmückten ursprünglich die Kirche Santa Maria Assunta in Torcello. Sie stellen die Häupter Christi und von Propheten dar, aber auch Engel.

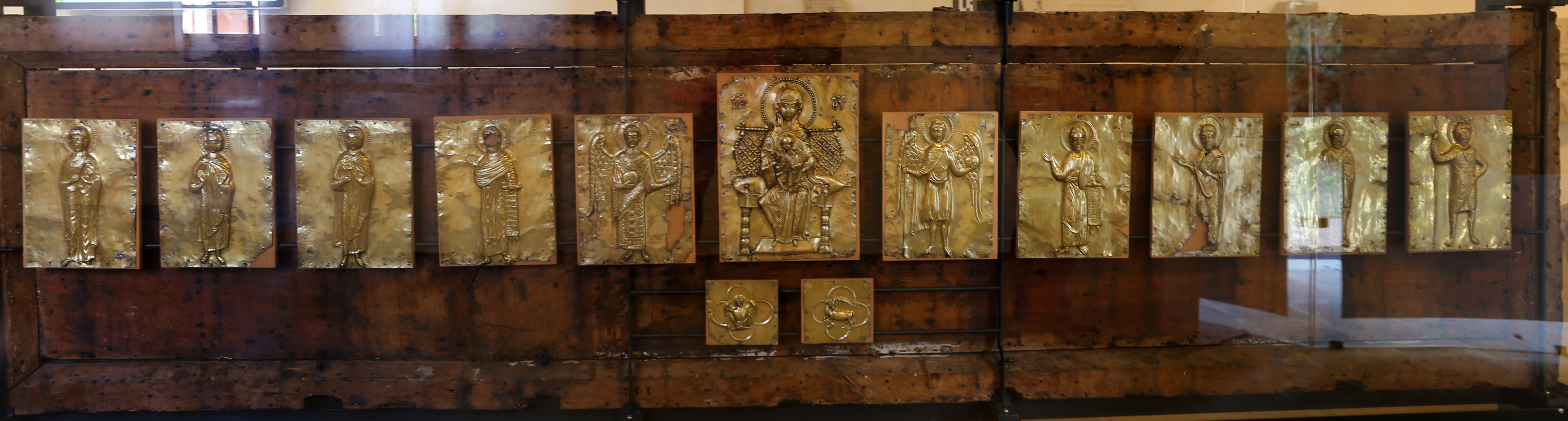
Die erhaltenen 13 Bildfelder der Pala d‘oro (1. Hälfte 13. Jahrhundert)

Auch stammt aus dieser Kirche der Altaraufsatz (pala d‘oro) aus der 1. Hälfte des 13. Jahrhunderts. Von den 42 ursprünglichen Bildfeldern sind noch 13 erhalten. Hinzu kommen Bronzeobjekte byzantinischer Provenienz, wie Kreuze, Leuchter, Fibeln und Ringe. Diese entstanden vom 6. bis zum 12. Jahrhundert.
Eine Christusdarstellung aus der Zeit um 1300 stellt ein typisches Beispiel der venezianischen Malerei dar. Sie stellt den leidenden Christus zwischen seiner Mutter, Johannes dem Evangelisten und zwei Engeln dar. Nur eine einzige Holzfigur stammt aus dem Spätmittelalter. Sie stellt die hl. Anna dar, auf deren Schoß die Muttergottes sitzt, also ihre Tochter, die ursprünglich wiederum Jesus auf dem Schoß hatte (Anna selbdritt, verschollen). Zwei Löwenmäuler (bocche di leone) dienten als Denunziationskästen. Dabei diente eines der Anzeige von Salzschmugglern, das andere derjenigen von Blasphemie.
Im oberen Geschoss, dem ehemaligen Sitzungssaal, befindet sich der Bischofsstab des Bono Balbi von Torcello († 1215), ebenso wie zwei byzantinische Ikonen des 13. Jahrhunderts. Aus der 1. Hälfte des 15. Jahrhunderts stammt eine hölzerne Skulptur mit der Darstellung der ruhenden Heiligen Fosca. Diese bedeckte ursprünglich eine Urne, in der sich die Reliquien der Heiligen befanden.

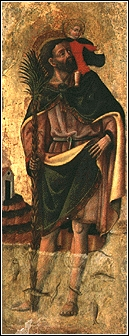
Der hl. Christophorus (15. Jahrhundert)

Zwei Gemälde auf Holz befanden sich ursprünglich in der zerstörten Kirche San Giovanni Evangelista in Torcello. Sie stellen die Heiligen Katharina und Veneranda dar. Auch findet sich ein Tabernakel mit Madonna und Jesuskind der Veroneser Schule aus dem 15. Jahrhundert. Der hl. Christophorus, der symbolisch das Jesuskind durch einen Fluss trägt, stammt aus der Mitte des 15. Jahrhunderts.

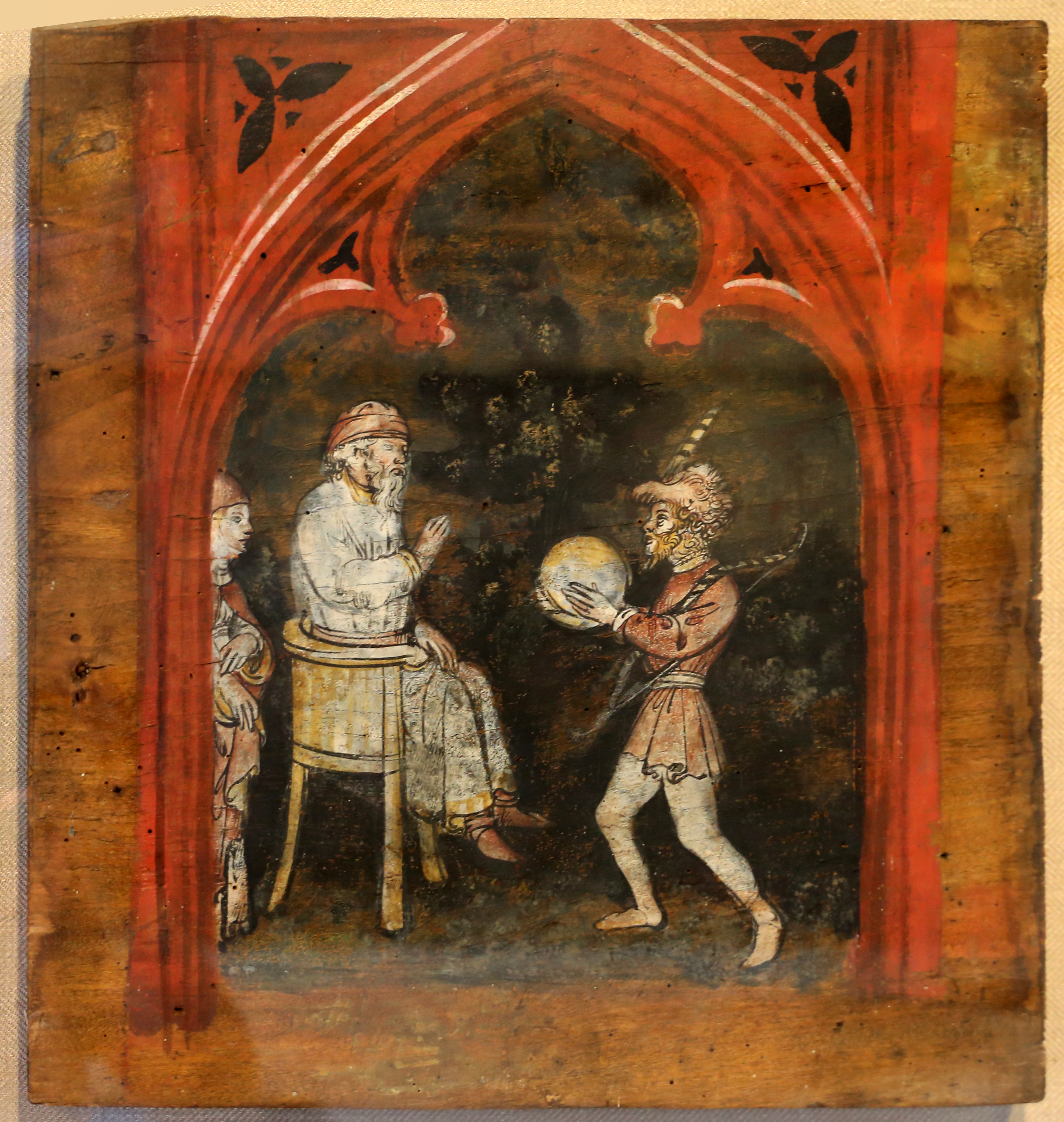
Jakob weigert sich, seinen Bruder Esau zu segnen, Bonifacio Bembo (?)

Wohl aus einer Deckendekoration stammen die zwölf Holztafeln, die die Geschichte Jakobs darstellen. Sie werden Bonifacio Bembo zugewiesen, entstanden sind sie zwischen 1444 und 1477. Ein Altaraufsatz mit einer Beweinung Christi entstand durch Paolo Capsa (1497–1539). Ganze Gemäldezyklen stammen aus der gleichfalls zerstörten Kirche Sant‘Antonio di Torcello. Hervorzuheben ist ein Triptychon des 15. Jahrhunderts.
Schließlich finden sich auf dieser Etage Metallobjekte, darunter ein Bleisiegel mit griechischen Buchstaben aus dem 7. Jahrhundert, das aus einem Grab aus Heracleia stammt. Es stellt eines der ältesten frühvenezianischen Objekte dar; vermutlich stammt das Siegel von einem byzantinischen Beamten des Exarchats Ravenna. Die byzantinischen Münzen stammen aus dem 6. bis 11. Jahrhundert. Eines der Siegel gehörte Giacomo Vianello, dem Bischof von Torcello, ein anderes dem Kapitel der Kathedrale. Eine Reihe von örtlichen Keramikfunden füllt eine weitere Vitrine.